# Carter G. Woodson
Pour les articles homonymes, voir Woodson.

Carter Godwin Woodson, né le 19 décembre 1875 à New Canton (Virginie), dix ans après le Treizième amendement de la Constitution des États-Unis du 6 décembre 1865, mort le 3 avril 1950 à Washington (district de Columbia) est un historien, essayiste, chroniqueur afro-américain et fondateur de l'Association for the Study of African American Life and History. Il est l'un premiers universitaires à étudier l'histoire des Afro-Américains et est surnommé le « Père de l'histoire des Noirs ».

## Biographie

### Jeunesse et formation
Carter G. Woodson est l’un des neuf enfants de James Henry Woodson et d'Anne Eliza Riddle Woodson,.

#### Des parents esclaves
Son père James Henry Woodson est l'esclave d'un petit planteur du Comté de Fluvanna dans l'État de Virginie, John W. Toney qui l'a acheté à un certain John Woodson, d'où le patronyme de Woodson. James Henry Woodson travaille à la fois comme ouvrier agricole et charpentier pour John W. Toney. Ce dernier loue James Henry Woodson pour son savoir-faire de charpentier, lui laissant une relative autonomie. Quand la guerre de Sécession éclate en 1861, James Henry Woodson s'échappe de la propriété de son maître pour s'engager dans l'Union Army en tant qu'éclaireur. Il combat jusqu'à la fin de la guerre dans des troupes sous les ordres du général Philip Sheridan et de George Armstrong Custer,,.
Sa mère Anne Eliza Riddle, née en 1848, est l'esclave d'un petit fermier du comté de Buckingham dans l'État de Virginie, Thomas Henry Hudgins. Elle travaille dans les champs et a reçu une instruction de la part de sa maîtresse qui lui permet de savoir lire, malgré les lois qui interdisaient aux noirs d’accéder aux apprentissages scolaires. Mais quand Henry Hudgins connait des difficultés financières, il vend Anne Eliza Riddle alors qu'elle a treize ans et la sépare de ses parents, pour être achetée par un dénommé Barnett,.

#### L'affranchissement

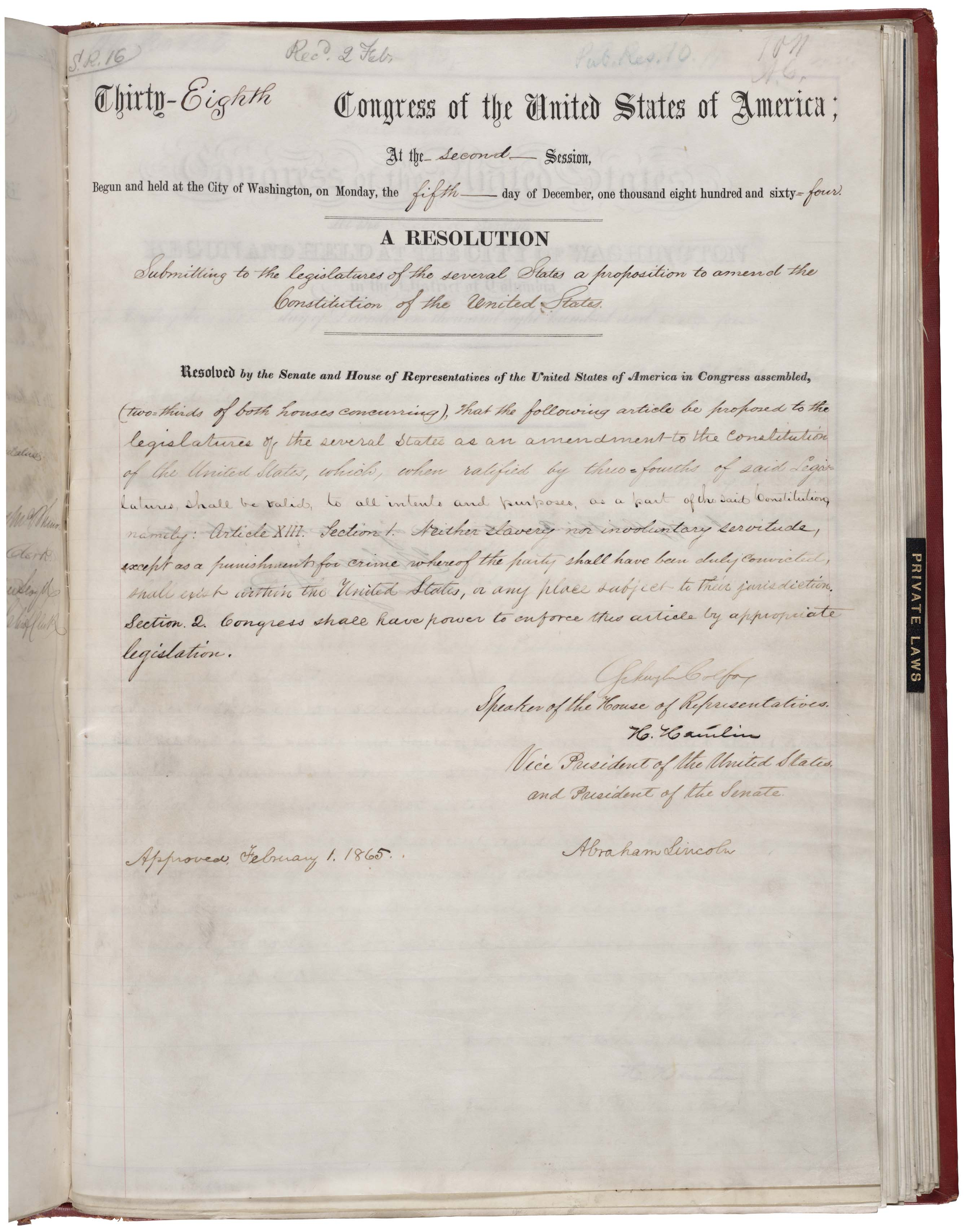
Treizième amendement.

À la fin de l'année 1866, comme des milliers d'Afro-Américains, les parents de Carter G. Woodson sont affranchis grâce au treizième amendement de la Constitution des États-Unis abolissant l'esclavage. James Henry Woodson, de retour en Virginie cherche un emploi comme charpentier mais en vain. Aussi est-il obligé d'accepter de devenir un métayer. En 1867, il épouse Anne Eliza Riddle, leur premier enfant naît en 1868. De 1869 à 1872, les Woodson travaillent sur les terres d'un certain Thomas Boatwright dans le comté de Buckingham puis ils partent pour la Virginie Occidentale, où James Henry Woodson espère gagner assez d'argent pour s'acheter des terres. Ils partent avec leurs trois enfants : Robert Henry, William et Cora. En 1874, James Henry Woodson a les moyens de pourvoir s'acheter une propriété de 21 acres à proximité de la ferme de son père à New Canton dans le comté de Buckingham, terre qui apporte des revenus annuels de 95 $.

#### La naissance de Carter G. Woodson et son éducation primaire
En décembre 1875, Carter G. Woodson naît dix ans après le Treizième amendement de la Constitution des États-Unis du 6 décembre 1865. En 1880, James Henry Woodson vend sa propriété pour 100 $. La famille Woodson part pour le comté Fayette dans l'État de la Virginie Occidentale où James Henry Woodson travaille pour la construction du chemin de fer puis comme mineur dans des mines de charbon. Quoique la famille Woodson soit pauvre, James Henry et Anne Eliza élèvent leurs enfants, non seulement avec exigences morales de la religion baptiste mais aussi dans la soif de la connaissance. Anne Eliza Riddle Woodson apprend à lire à ses enfants, puis Carter G. Woodson et ses frères et sœurs suivent leur instruction primaire dans une école fondée par le Bureau des réfugiés, des affranchis et des terres abandonnées où leurs oncles John Morton et James Buchanan Riddle enseignent,,.

#### L'autodidacte

William J. Simmons.

Lors du séjour de la famille Woodson dans le comté de Fayette, au domicile d'Oliver Jones, un mineur ami de James Henry Woodson, ce dernier demande à son fils de lui lire les journaux tels que The Republican (Springfield, Massachusetts), The New York Sun, New-York Tribune, lectures qui donnent à Carter G. Woodson une formation à l'importance de l'économie et de l'histoire. Il profite également de la bibliothèque d'Oliver Jones, où il lit plus particulièrement The Black Phalanx de Joseph T. Wilson, Men of Mark (en) de William J. Simmons (universitaire) (en), A History of the Negro Troops in the War of the Rebellion, 1861-1865 de George Washington Williams et lit divers articles touchant aux problèmes du racisme.

#### Les études secondaires
Dans le début des années 1890, famille Woodson emménage à Huttington dans le comté de Buckingham. Ce qui permet à Carter G. Woodson de suivre des études secondaires à la Douglass Junior and Senior High School (en) d'Huttington à partir de 1895, il en sort diplômé en 1897.

#### Les études universitaires

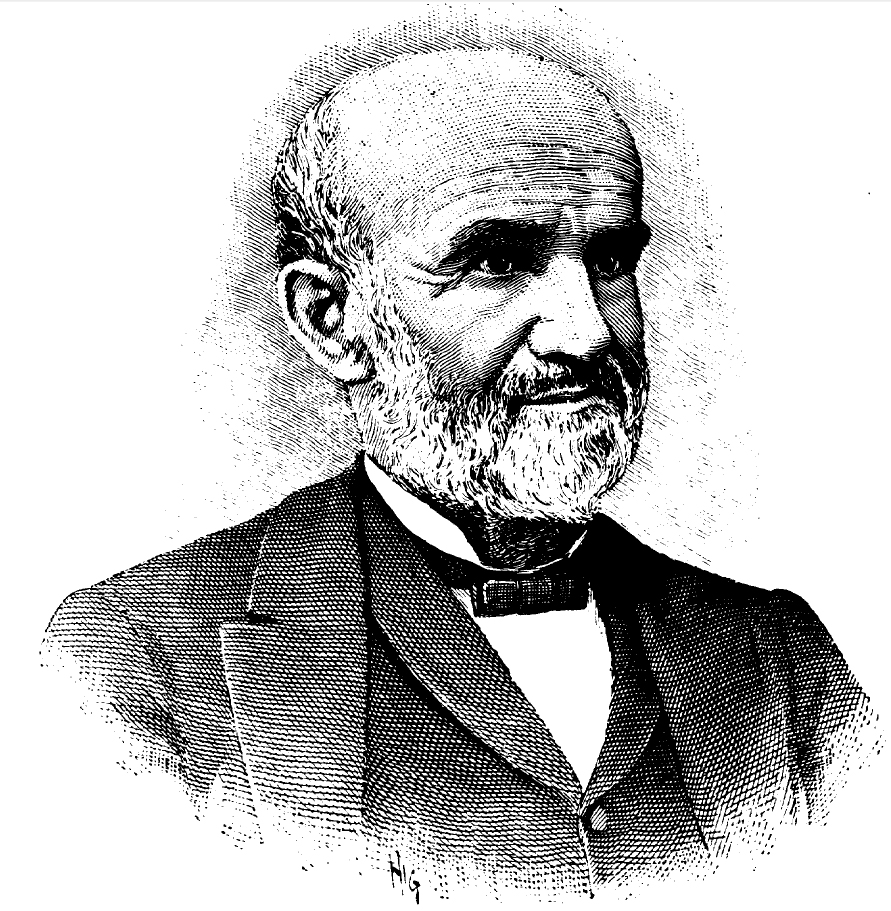
John Gregg Fee.

En 1897, Carter G. Woodson est accepté au Berea College de Berea dans l'État du Kentucky fondée par l’abolitionniste John Gregg Fee (en) en 1855, l'un des rares établissements du sud qui acceptaient des étudiants afro-américains à une époque où les lois ségrégationnistes Jim Crow se multipliaient. Carter G. Woodson y suit des études de droit. À partir de 1902, il alterne des cours au Beria College et à l'université de Chicago. Il obtient suffisamment de crédits de formation pour obtenir le Bachelor of Laws (mastère 1) en 1903,.

### Carrière

#### Les débuts dans l'enseignement
De 1898 à 1900, Carter G. Woodson est enseignant dans une école pour les enfants de mineurs à Winona (Virginie Occidentale) (en), puis en 1901, il obtient son certificat d'enseignant, lors de l'épreuve, il obtient les meilleurs résultats en histoire des États-Unis, histoire générale, latin, arithmétique et algèbre. Ce certificat lui permet de doubler son salaire mensuel qui passe à 65 $ comme enseignant à la Douglass Junior and Senior High School d'Huttington.
Grâce à son amitié avec George T. Prosser, un vétéran du 54e régiment d'infanterie du Massachusetts durant la guerre de Sécession et fondateur d'une église rattachée à l'Église épiscopale méthodiste africaine à Huttington, il se familiarise avec l'histoire de la guerre de Sécession.

#### Le séjour aux Philippines

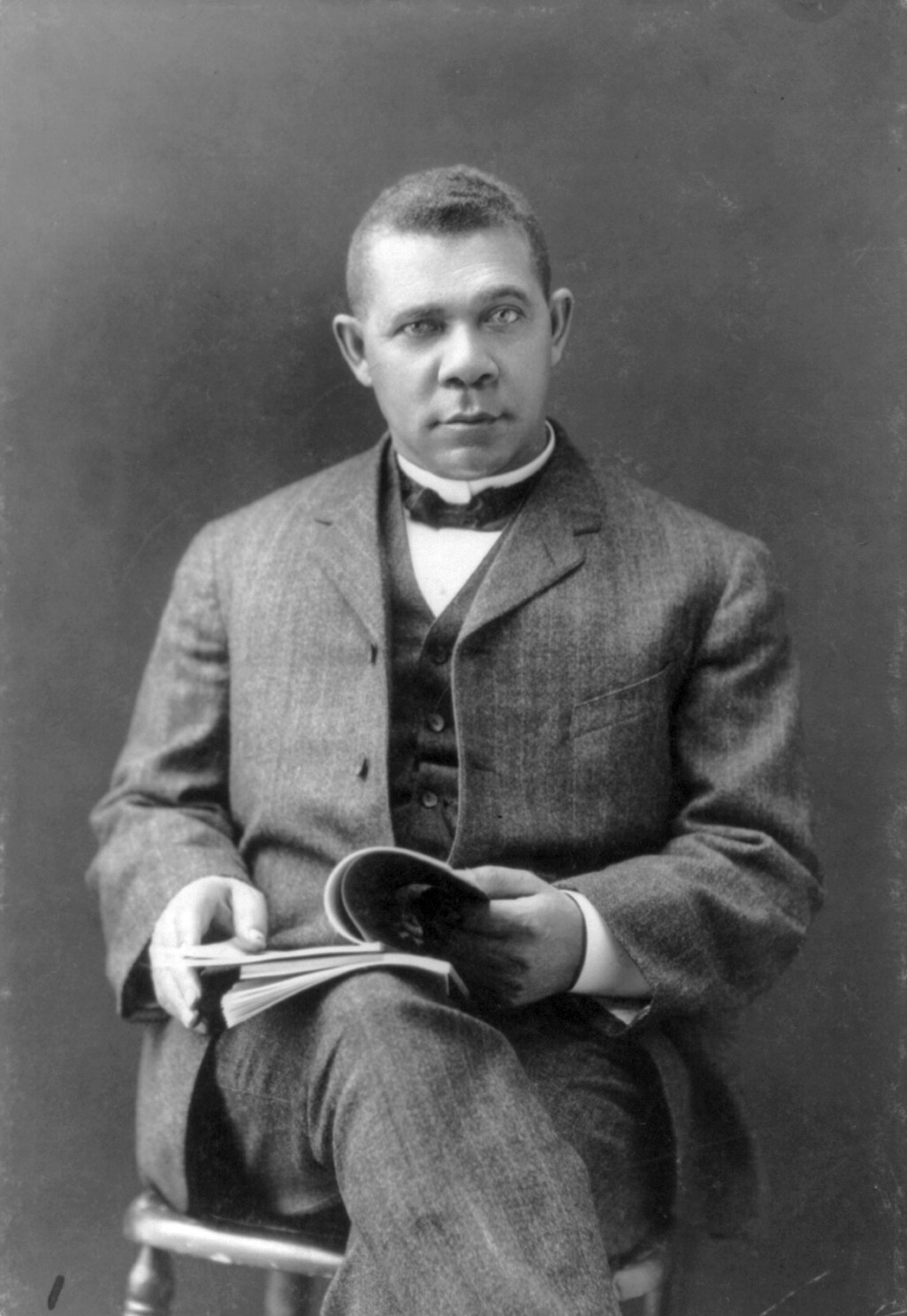
Booker T. Washington.

À la suite de la guerre hispano-américaine, il est signé le Traité de Paris (1898) qui place les Philippines sous l'administration américaine. William Howard Taft, premier gouverneur civil des Philippines, nomme un surintendant des écoles, dont l'une des missions est de recruter des enseignants américains. En 1903, apprenant la nouvelle, Carter G. Woodson propose sa candidature, aussi bien pour faire une nouvelle expérience que de profiter d'un salaire mensuel de 100 $, rémunération inespérée pour une jeune enseignant. Il n'est pas le seul Afro-Américain à se présenter, dès 1901, Booker T. Washington était intervenu auprès du département de la Guerre des États-Unis pour présenter des enseignants diplômés du Tuskegee Institute,.
En novembre 1903, Carter G. Woodson se rend à San Francisco pour s'embarquer vers Manille après une escale à Hong Kong. Une fois arrivé, il est nommé à une école de San Isidiro dans la province de Nueva Ecija. En juin 1904, il est promu au poste de superviseur de l'enseignement de la province de Pangasinan, avec la responsabilité de la formation des enseignants. Il reste à ce poste jusqu'en 1907, date à laquelle il décide rentrer aux États-Unis,.

#### Le séjour parisien

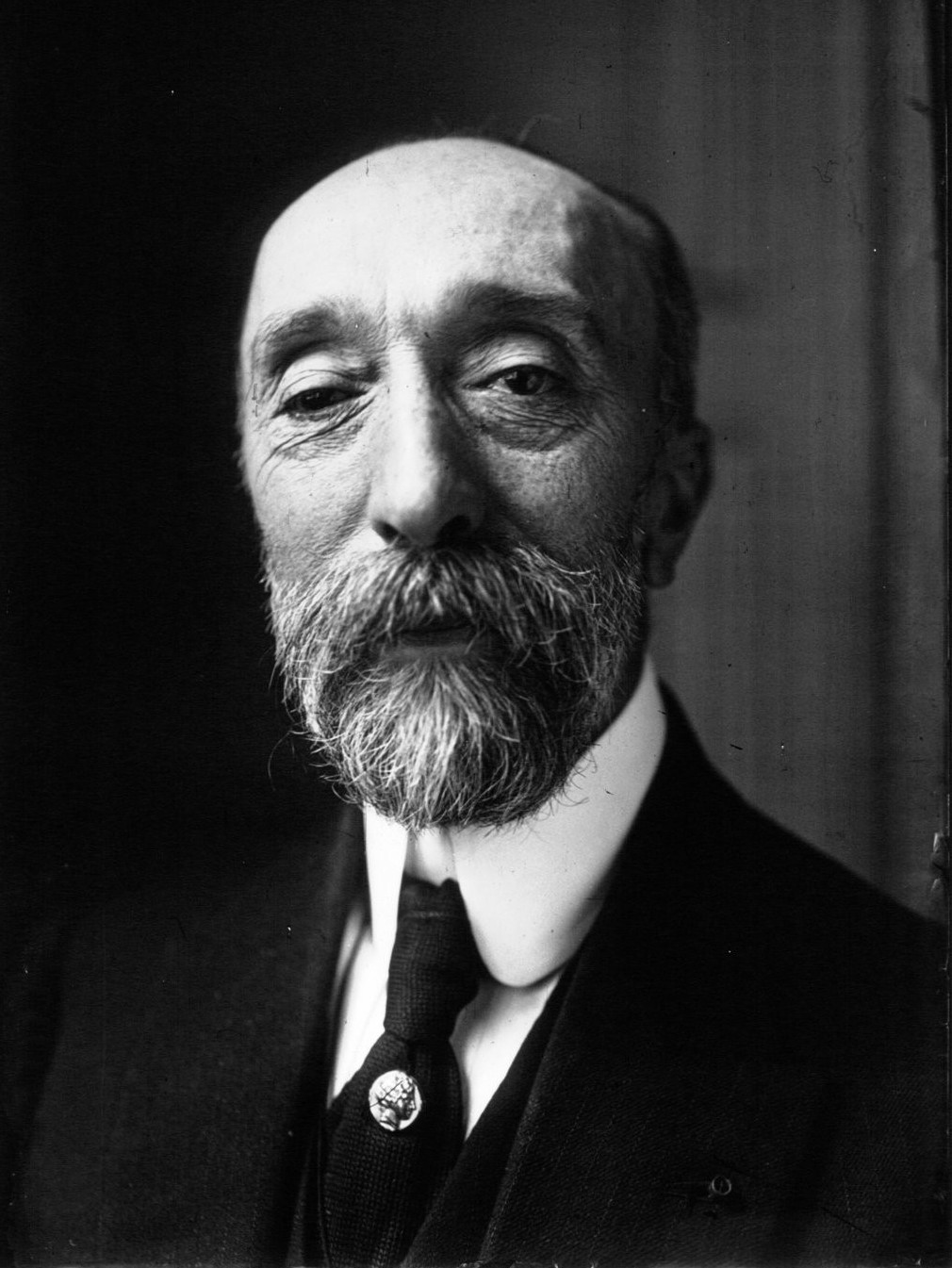
Charles Diehl.

De retour, Carter G. Woodson prend un congé sabbatique de plusieurs mois, il voyage en Asie, Afrique, Europe et partout où c'est possible il se renseigne sur les diverses pédagogies. À Paris il mène des recherches sur l'histoire à la Bibliothèque Nationale de France, puis passe un semestre à la Sorbonne où il étudie l’histoire européenne, notamment en suivant les conférences de François Alphonse Aulard, Charles Diehl et d'Henri Lemonnier .

#### Devenir historien
En 1907, Carter G. Woodson retourne aux États-Unis, et décide de suivre des études d'histoire. Il est accepté par l’université de Chicago pour suivre un cursus aboutissant à l'obtention d'un Master of Arts. Il suit les cours d'Edwin Erle Sparks (en) et d'Andrew McLaughlin afin de rédiger un mémoire sur les églises afro-américaines. En 1908, il écrit à W.E.B. Dubois professeur à la Clark Atlanta University (en) afin d'obtenir des informations complémentaires sur les églises afro-américaines. Les données transmises par W.E.B. Dubois sont critiquées et rejetées par Andrew McLaughlin et Edwin Erle Sparks ; Carter G. Woodson se trouve alors dans l’incapacité à finaliser sa thèse. Il se tourne vers Ferdinand Schevill (en) sous la direction duquel il va rédiger sa thèse de master sur la diplomatie française sous Louis XV. Il obtient son Master of Arts en août 1908.

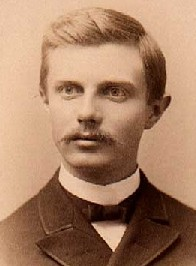
Frederick Jackson Turner.

Désirant obtenir un Ph.D. (doctorat) Carter G. Woodson postule auprès de Charles Homer Haskins, pour être accepté par l'université Harvard de Cambridge qui lui donne une réponse favorable en décembre 1908. Il obtient une bourse d'études qui lui permet d'être résident au University Hall (Harvard University) (en).
Continuant ses recherches sur les églises afro-américaines, Carter G. Woodson est en bute vis à vis d'Albert Bushnell Hart et d'Edward Channing qui affirment qu'il n'y a pas d’histoire des Afro-Américains. Ils considèrent l'un comme l'autre que la contribution des Afro-Américains à la guerre d'indépendance ou à la guerre de Sécession est négligeable. Sa bourse d'études n'étant pas reconduite, il accepte un poste d'enseignant dans une école de formation professionnelle à Washington (district de Columbia) ce qui lui permet un accès facile à la Bibliothèque du Congrès pour approfondir ses recherches,.
En septembre 1909, il écrit à Charles Homer Haskins, Albert Bushnell Hart et Edward Channing pour leur signifier qu'il est prêt pour rédiger sa thèse. Après de multiples révisions, Carter G. Woodson est au bord du renoncement, quand en 1910 le professeur Frederick Jackson Turner arrive à Harvard. Carter G. Woodson joue sa dernière carte en demandant conseil auprès de ce dernier. Frederick Jackson Turner accepte et supervise sa rédaction et lui prodigue maints conseils, et en mai 1911, sa thèse de doctorat est validée par Edward Channing.

#### Le professeur

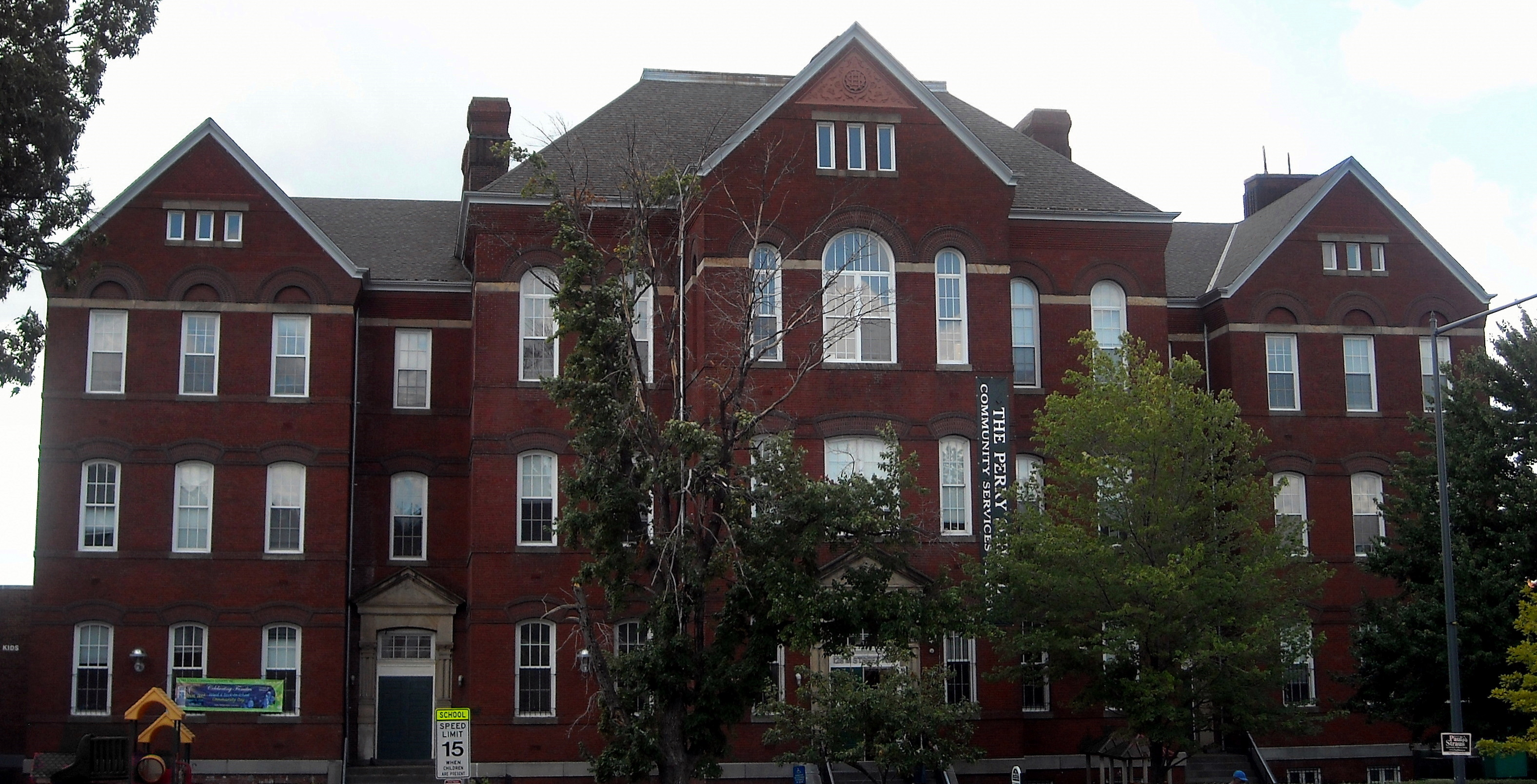
M Street High School.

En 1911, Carter G. Woodson est nommé professeur à la M Street High School (en) (devenue la Dunbar High School (Washington, D.C.) (en) qui est pour l'époque le meilleur établissement d'enseignement secondaire pour les jeunes Afro-Américains. Il y enseigne l'histoire américaine, la littérature anglaise, le français et l'espagnol, il y reste jusqu'en 1917,.

#### Première reconnaissance de l'histoire des Afro-Américains

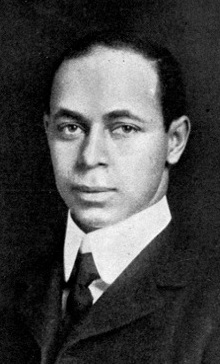
Roscoe Conkling Bruce.

Roscoe Conkling Bruce (en), l’assistant du directeur des « Colored Schools » du district de Columbia prend connaissance de travaux de Carter G. Woodson concernant l'histoire des Afro-Américains et décide de rendre obligatoire l'enseignement de l'histoire des Afro-Américains au sein des curriculum des écoles afro-américaines et qu'elle soit enseignée dans toutes les classes, quel que soit leur niveau. En 1915, Roscoe Conkling Bruce défend sa décision auprès de la commission de l'éducation du district avec les mots suivants « Donnez à nos enfants, nos jeunes, le sens de la fierté, à partir duquel surgira   la confiance en eux-mêmes, la foi dans le futur et de ses possibilités par la connaissance du sang versé par les femmes et les hommes afro-américains pour l'Amérique. ».

#### La fondation de l'Association for the Study of African American Life and History (ASALH)

##### Une année particulière
L'année 1915 est marquée par la sortie du film de D. W. Griffith, Naissance d'une nation, film révisionniste, ouvertement raciste, faisant l’apologie du Ku Klux Klan qui provoque l'hostilité des Afro-Américains et des Blancs libéraux, des controverses fusent et des campagnes sont menées pour interdire sa projection,,,.
Cette même année il se rend à Chicago pour participer à l'exposition « Negro Progress » qui célèbre le 50ème anniversaire du Treizième amendement de la Constitution des États-Unis qui a émancipé les Afro-Américains. Carter G. Woodson expose et vend des livres sur l'histoire des Afro-Américains ainsi que des photographies des figures historiques afro-américaines telles que Frederick Douglass, Sojourner Truth, Paul Laurence Dunbar,.

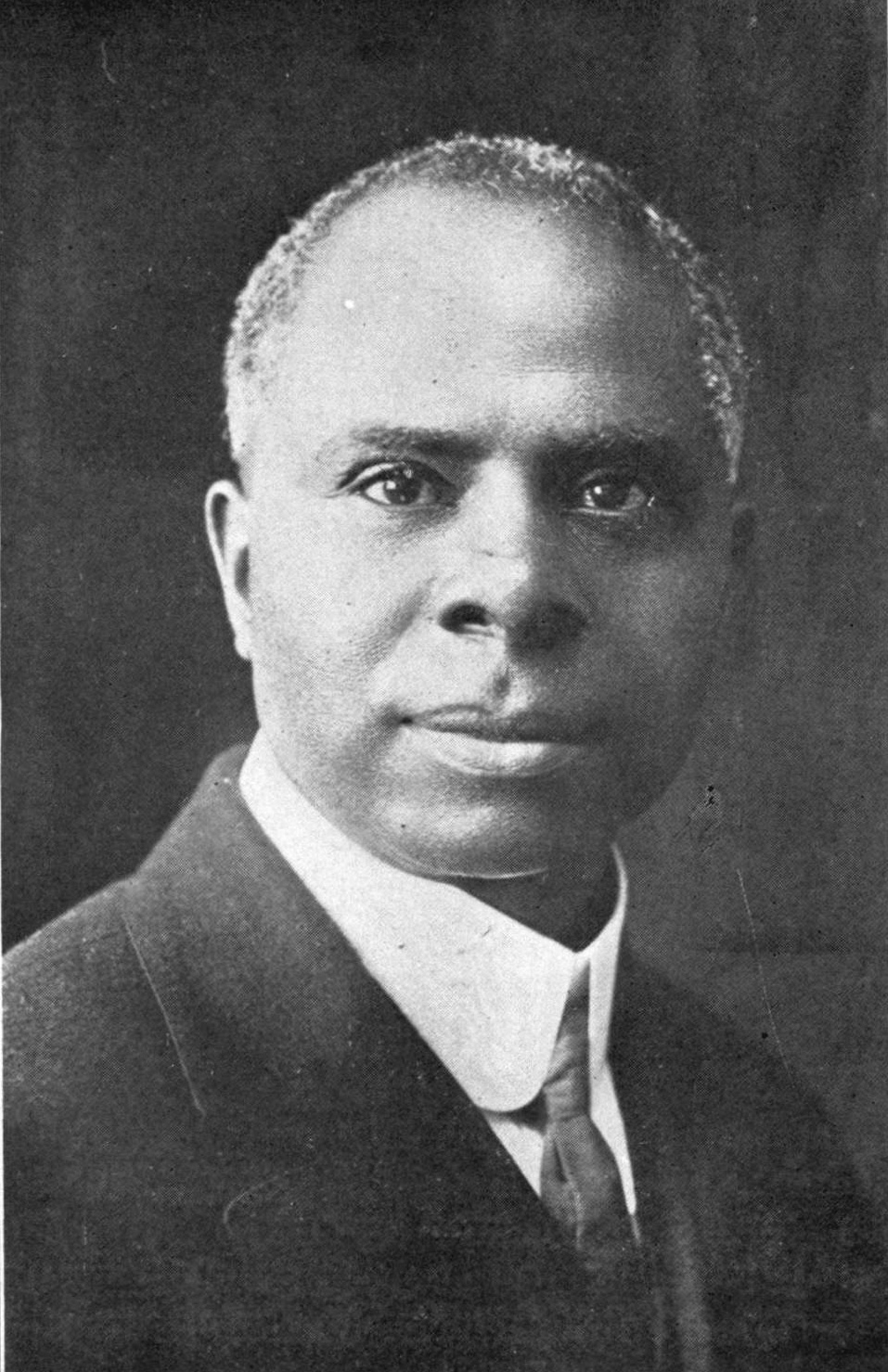
Monroe Nathan Work.

Carter G. Woodson loue une chambre dans une résidence, réservée aux Afro-Américains, tenue par la YMCA de Chicago pour la durée du mois de juin. Le professeur de sociologie Robert E. Park qui enseigne à l'université de Chicago ayant eu vent de la présence de Carter G. Woodson, invite ce dernier pour une conférence qui réfuterait la vision raciste de Naissance d'un d'une nation, en valorisant le folklore afro-américain. Invitation que  Carter G. Woodson décline, car il dit qu'il n'est pas un folkloriste mais qu'il a à cœur de fonder une association en vue de la conservation et de la diffusion de l'histoire des Afro-Américains.

##### Chercher des soutiens

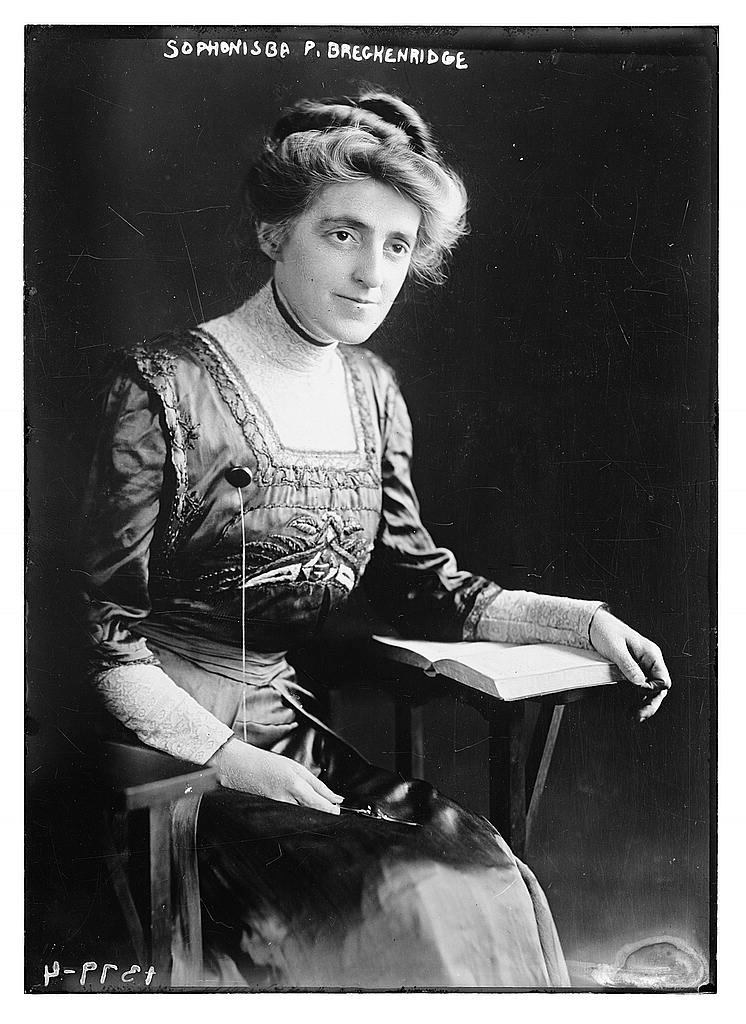
Sophonisba P. Breckenridge.

Carter G. Woodson partage son projet auprès des pensionnaires de la YMCA qui se sont déplacés pour participer à l'exposition « Negro Progress ». Plusieurs d'entre eux le rejoignent en soirée pour échanger sur le projet, parmi ceux-ci il y a Monroe Work (en), professeur de sociologie à Tuskegee, William B. Hartgrove, un enseignant de Washington, George Cleveland Hall (en), le médecin personnel de Booker T. Washington, un jeune diplômé de Harvard, Alexander Louis Jackson, secrétaire général de la YMCA et James E. Stamps un homme d'affaires. Très rapidement les cinq hommes se mettent d'accord sur le projet, mais avant de le lancer, il faut trouver des supporters.
Pour ce faire, Carter G. Woodson prend contact avec la section de la National Association for the Advancement of Colored People, (NAACP) de Chicago et celle de la National Urban League. Il rencontre également d'autres personnalités, engagées dans le mouvement des droits civiques, telles que Jenkin Lloyd Jones (en), Celia Parker Woolley (en), Sophonisba Breckindridge et Robert E. Park qui chacune va lui apporter son soutien,.

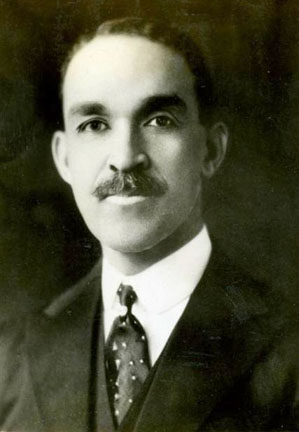
Benjamin Griffith Brawley.

Au mois d'août 1915, Carter G. Woodson  s'adresse à Jesse E. Moorland, le secrétaire général du « département des hommes de couleur » de la YMCA, et qui possède un réseau sur l'ensemble des États-Unis, afin d'établir une alliance d'historiens pour rassembler et conserver les données nécessaire à dresser une histoire des Afro-Américains notamment en fondant une revue trimestrielle le The Journal of African American History (en),. Carter G. Woodson en serait le directeur de recherche et l'éditeur, ses locaux seraient à Washington. Robert E. Park, Richard R. Wright (en), le fondateur de l'actuelle université d'État de Savannah, George Edmund Haynes de l'université Fisk, Walter Dyson de l'université Howard, J.A. Bigham de l'université d'État de Géorgie à Atlanta, Benjamin Griffith Brawley (en)du Morehouse College et Theophilus Gould Steward (en) de l'université de Wilberforce se mettent d'accord pour former un réseau interuniversitaire pour soutenir et participer au projet, diffuser la revue et nomment Jesse E. Morland comme trésorier de la revue pour assister Carter G. Woodson.

##### La création de l'Association for the Study of African American Life and History (ASALH)

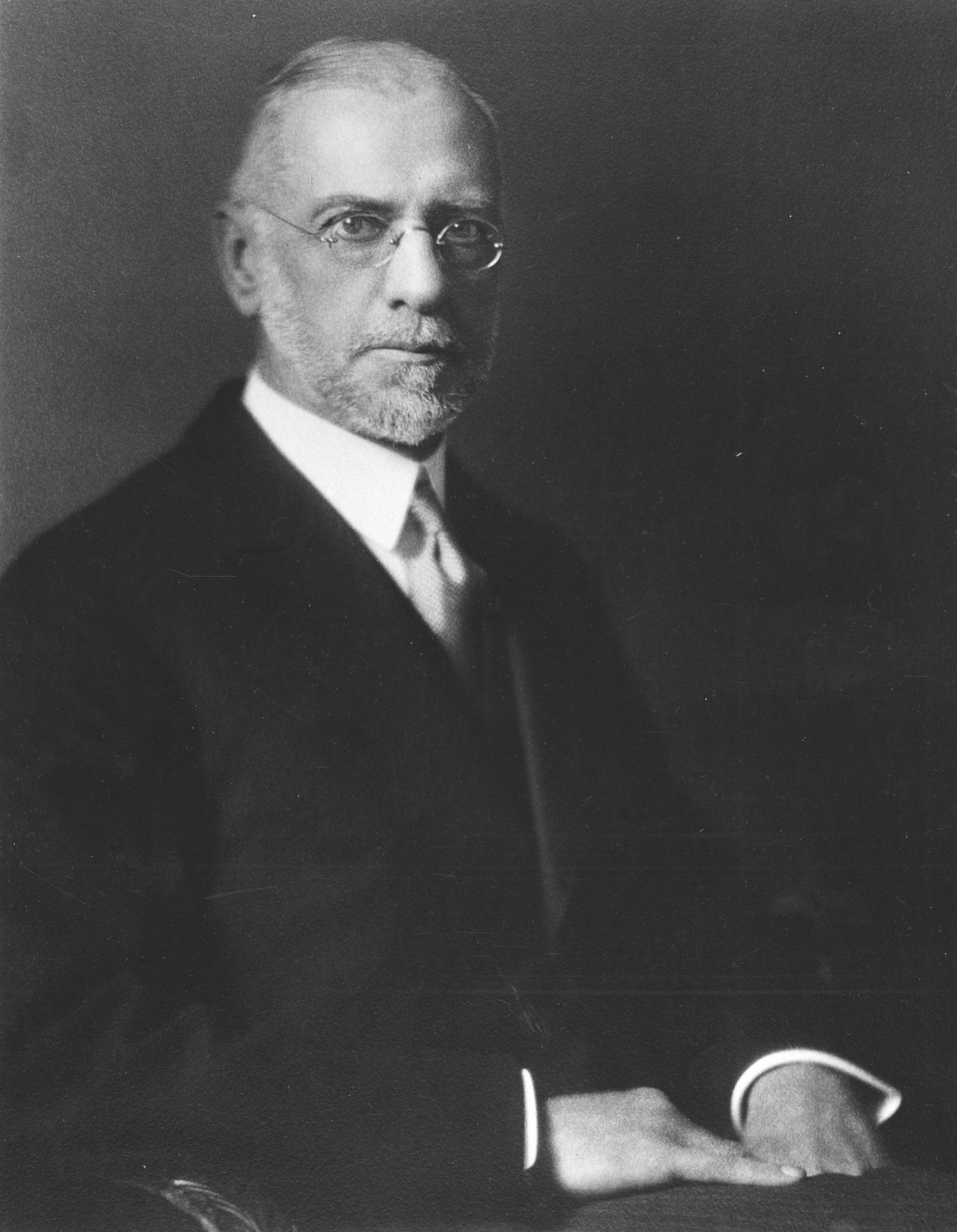
John Franklin Jameson.

Le 9 septembre 1915, Carter G. Woodson, George Cleveland Hall, William B. Hartgrove, Alexander L. Jackson et James E. Stamps ont fini de rédiger les statuts de l'ASALH, dans les locaux de la YMCA de Chicago, c'est la date de sa fondation. Après avoir eu l'aval des différents partenaires, les statuts de l'ASALH sont déposés au Recorder of deeds (en) de Washington (Bureau d'enregistrement des actes) en octobre 1915. En janvier 1916 sort le premier numéro du The Journal of African American History (en), édité par l'ASALH,.

##### La diffusion duJournal of African American History
Afin d'assurer la meilleure diffusion possible du Journal, Carter G. Woodson écrit à différents universitaires dont John Franklin Jameson, qui en plus d'être l'éditeur de The American Historical Review, est également un chercheur auprès de la Carnegie Institution,, où pendant ses activités de chercheur, il a collecté de nombreux documents sur la traite des esclaves aux États-Unis et sur les législations de l'esclavage durant la période coloniale ; La position de J. Franklin Jameson le démarque des historiens en cette période de racisme virulent. N'avait-il pas embauché comme assistante une Afro-Américaine Ruth Anna Fisher (en) quand il était professeur au Oberlin College ? C'est quand J. Franklin Jameson est professeur à l'université Johns-Hopkins, il a établi des monographies sur lhistoire des Afro-Américains et l'esclavages. Cette convergence de centres d'intérêts entre les deux historiens peut être l'opportunité pour obtenir un poste de chercheur à la Carnegie Institution,.

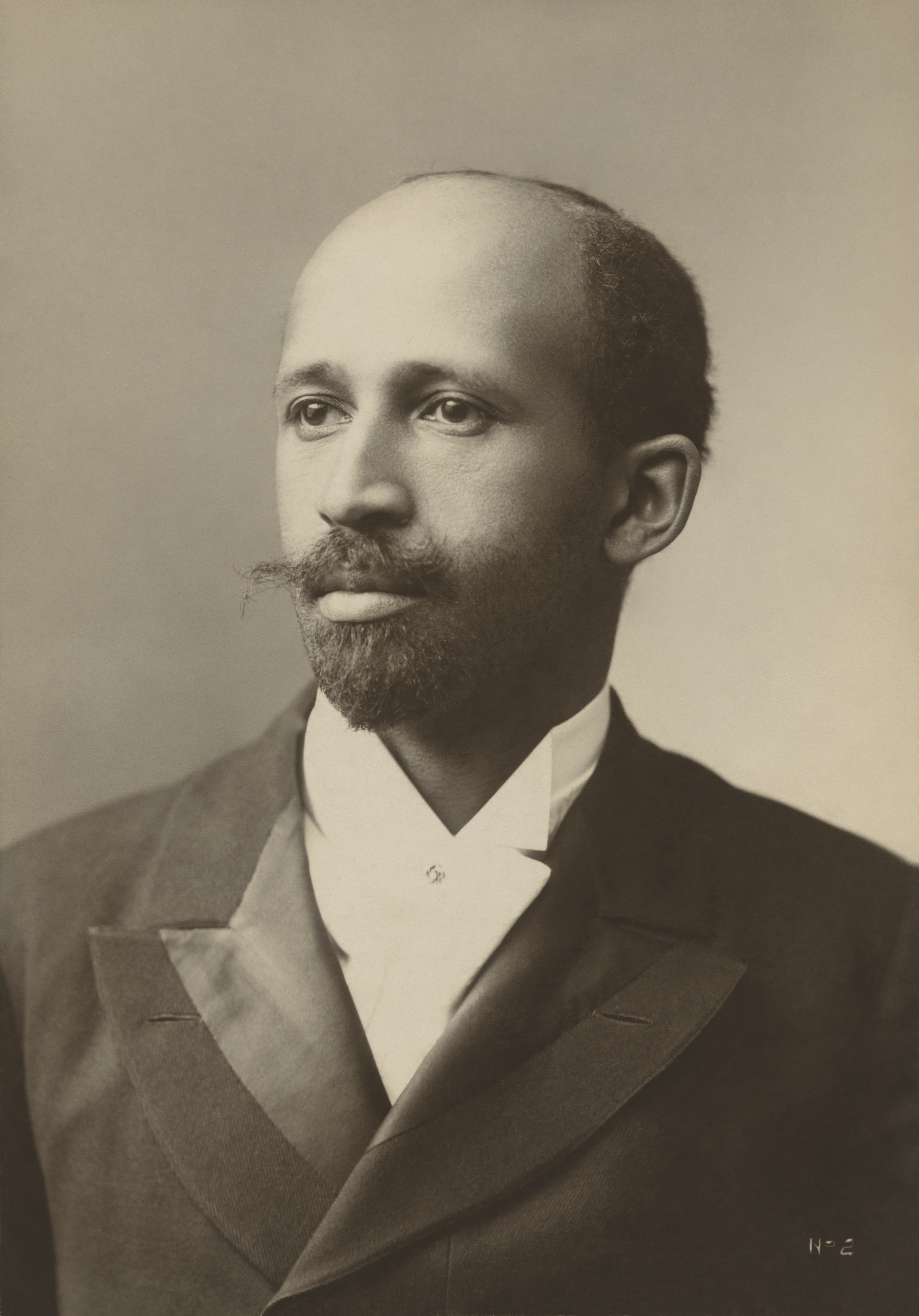
W.E.B. Du Bois.

Le journal de la NAACP, The Crisis fait mention du Journal of African American History et à la fin du mois de juin 1916, cinquante lecteurs ont souscrit un abonnement. Les membres du conseil d'administration du Journal of African American History, contactent des philanthropes et des hommes d'affaires de Chicago, démarche qui permet de récolter la somme de 800 $ pour l'année de 1916. Carter G. Woodson obtient également le soutien de Joel Elias Spingarn (en) l'un des membres influents de la NAACP distribue des exemplaires du Journal en août 1916 et lance un appel aux souscriptions. Anson Phelps Stokes (philanthropist) (en) a pris l'engagement du versement d'une rente annuelle de 200 $ versée par le Fonds Phelps Stokes (en). En décembre 1916, le journal a atteint les mille abonnements et un total des dons pour un montant de 1 400 $,.
Au printemps 1917, Carter G. Woodson arrive à équilibrer les comptes du Journal ce qui lui permet d'établir un contrat à long terme avec une imprimerie. W.E.B. Du Bois, un des dirigeants de la NAACP, propose à ce que l'organe de la NAACP, The Crisis publie les articles du Journal, mais après réflexion, Carter G. Woodson décline l'offre pour garder son autonomie éditoriale.

##### Pérenniser leJournal of African American History

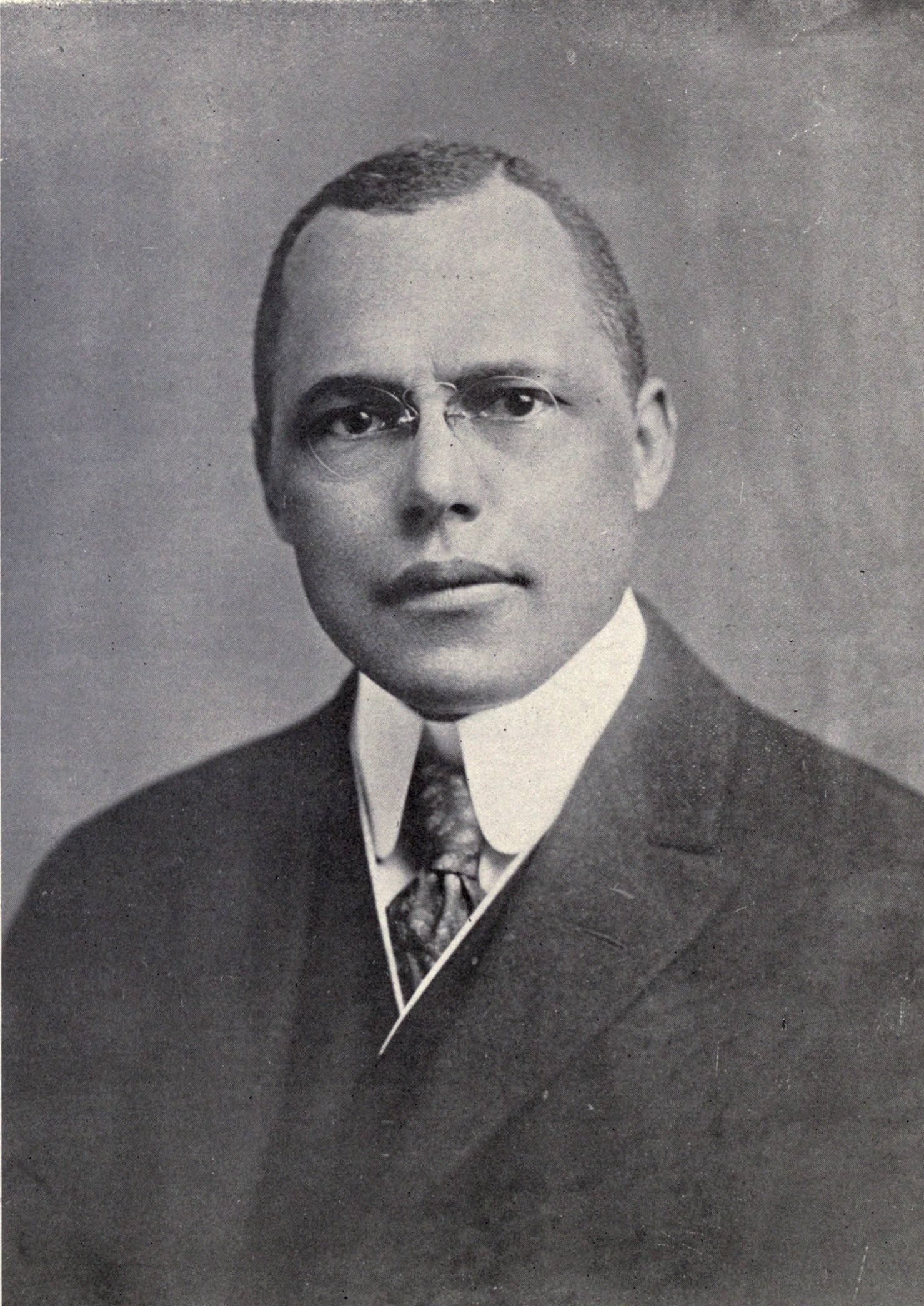
Emmett Jay Scott

Si le Journal est lancé, se diffuse, ses équilibres financiers sont fragiles, Carter G. Woodson en plus de ses activités d'enseignant, de directeur de revue doit prendre son bâton de pèlerin pour faire connaitre le Journal et l'utilité, voire la nécessité d'établir une histoire des Afro-Américains. Pour cela il visite les fondations, les philanthropes susceptibles de l'aider financièrement, de tenir des conférences dans les établissements d'enseignement supérieurs afro-américains comme le Tuskegee Insitute, l'université Howard à chaque nouvelle promotion, solliciter des historiens pour écrire des articles au sein du Journal.

##### Garder son indépendance
Quand en 1917, les États-Unis s'engagent dans la Première Guerre mondiale, Carter G. Woodson y voit l'opportunité d'écrire une histoire de l'engagement des Afro-Américains au sein des forces armées des États-Unis. W.E.B. Du Bois convainc la NAACP de réaliser un travail semblable et d'intégrer Carter G. Woodson à une commission de rédacteurs comprenant notamment George Edmund Haynes et Emmett Jay Scott (en), Pour cela il est proposé à Carter G. Woodson une avance de 2 500 $, il refuse catégoriquement et répond qu'il est capable de mener son projet par lui-même et n'a nul besoin des financements de la NAACP.
Paradoxalement ce sont des Blancs qui garantissent l'indépendance du Journal en versant en 1919 la somme de 20 000 $. De nombreux contributeurs Blancs sont étonnés que les Afro-Américains ne participent pas massivement au financement du Journal. Carter G. Woodson leur répond que la primauté des Blancs dans le domaine met en doute l'indépendance de la ligne éditoriale. Tout son effort va donc se tourner vers les Afro-Américains. Il quitte son poste de directeur de la Armstrong High School (connue sous le nom de la Friendship Armstrong Academy (en)) pour entrer comme professeur à l'université Howard, lieu d'enseignement de l'élite afro-américaine, où il pourra donner des cours sur l'histoire des Afro-Américains>.

#### Le professeur à l'université Howard
Carter G. Woodson est recruté par le dernier président blanc de l'université James Stanley Durkee, afin de participer à ses projets de rénovation de l'établissement, notamment par l'introduction de cours sur l'histoire des Afro-Américains. Le programme adopté comporte des conférences sur la traite des esclaves, l'esclavage, le rôle des Afro-Américains dans les différents conflits militaires, de la Guerre d'indépendance des États-Unis, à la période dite de la Reconstruction en passant par la guerre de Sécession. Pour tous les étudiants qui veulent participer aux différents cours sur l'histoire des Afro-Américains, Carter G. Woodson impose le passage obligatoire par l'histoire européenne  et les méthodes d'enquêtes historiques et les diverses historiographies.

##### L'exigence d'excellence
Quand Carter G. Woodson introduit un curriculum visant à obtenir un Master of Art (mastère) d'histoire et culture afro-américaine, il se montre exigeant quant à la rédaction du mémoire, à fin il ne reste qu'une seule rescapée de la sélection, Arnett Lindsay. Les autres candidats ont dû subir non seulement des impératifs de travail mais aussi l'humour sarcastique de Carter G. Woodson, gagnant ainsi la réputation d'un professeur pas facile à vivre.

##### Les tensions

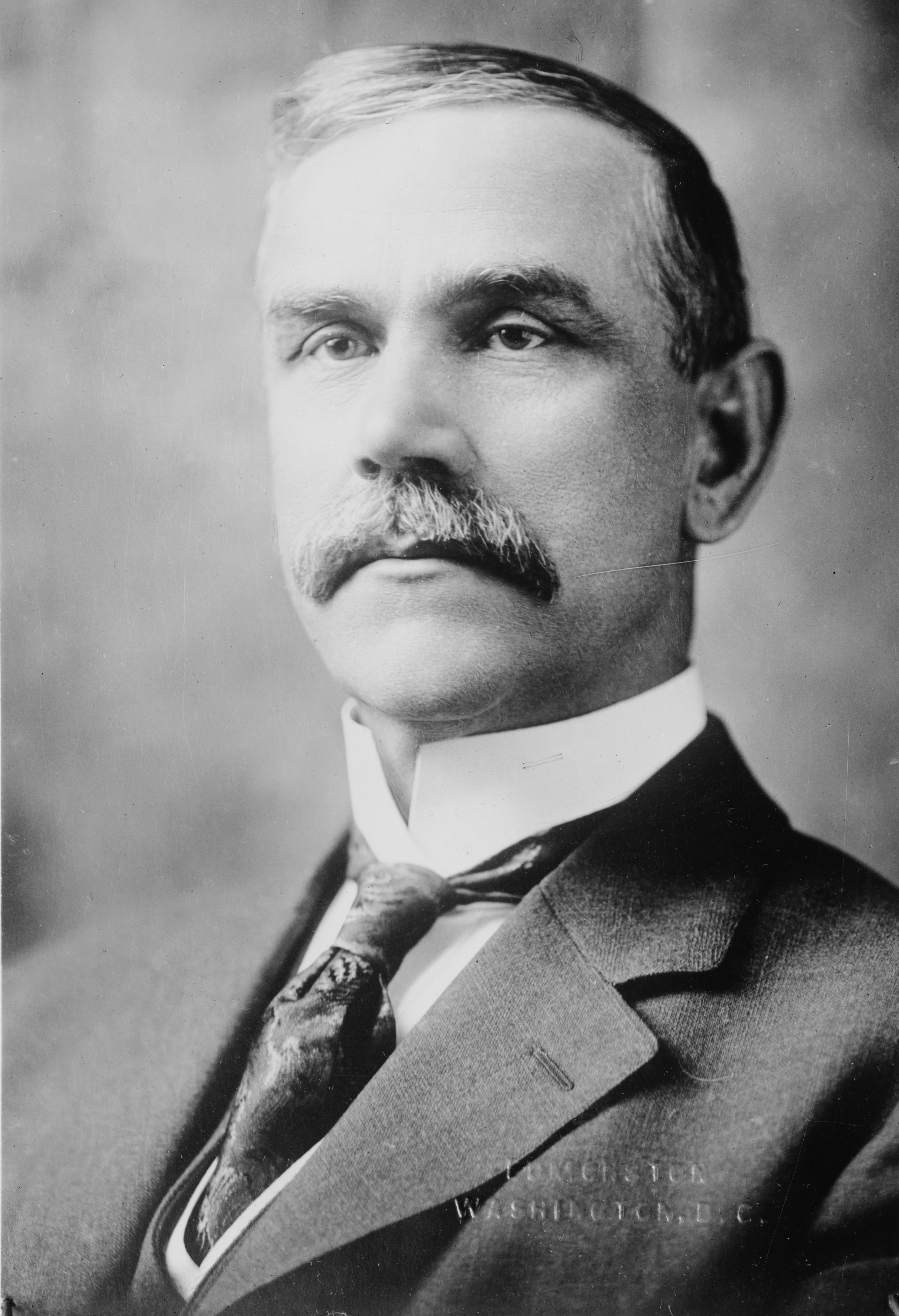
Reed Smoot.

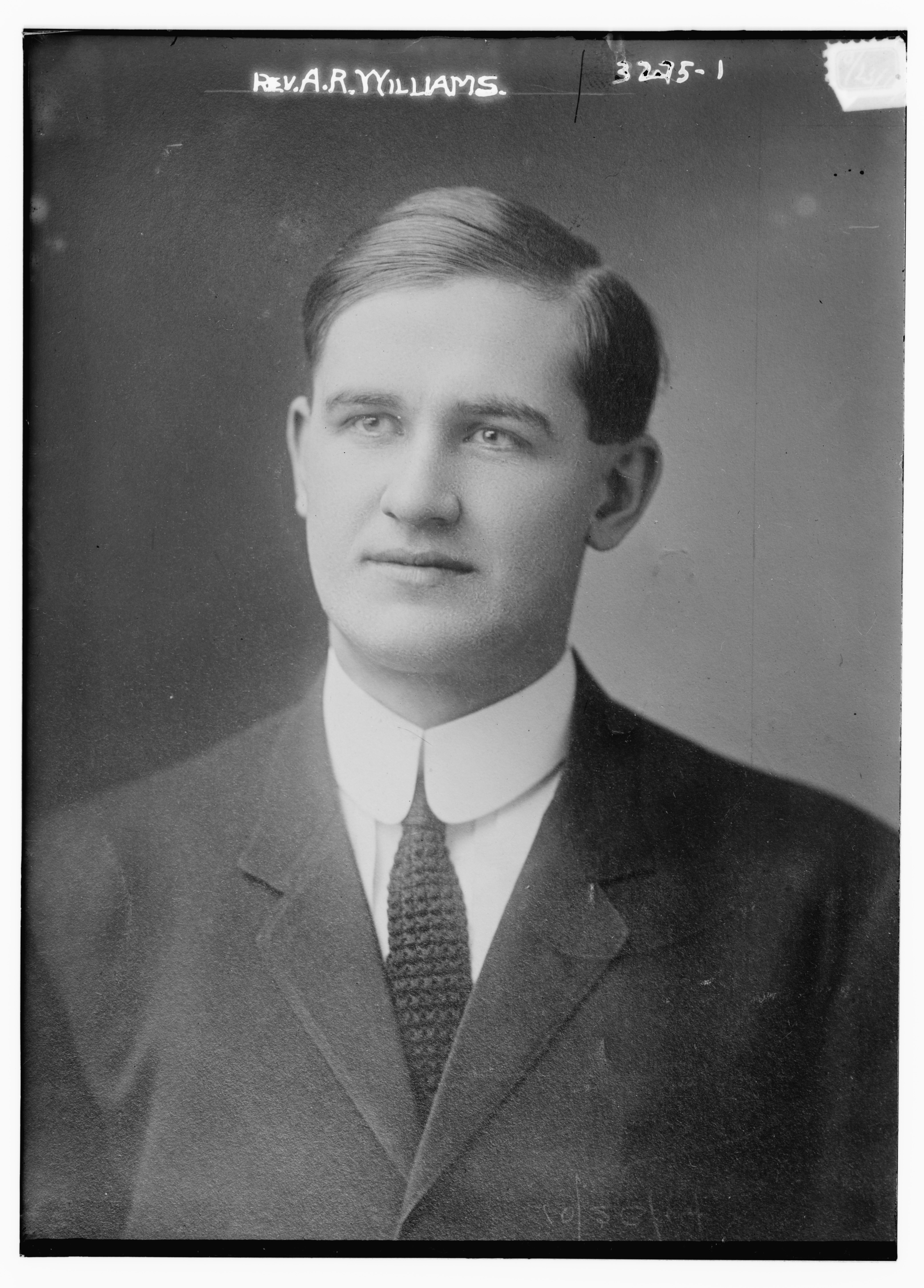
Albert Rhys Williams.

À partir de l'hiver 1920, les relations entre James Stanley Durkee et Carter G. Woodson se détériorent. Le sujet de la dispute concerne la soumission de James Stanley Durkee à répondre promptement à la demande du sénateur de l'Utah Reed Smoot d'enlever de la bibliothèque de l'université le livre d'Albert Rhys Williams « Questions on the Bolsheviks and the Soviets ». Carter G. Woodson écrit un article dans le Washington Star dans lequel il dénonce le zèle servile de James Stanley Durkee qui est une ingérence intolérable du Congrès dans la vie des universités et sur les choix de lecture des étudiants. James Stanley Durkee convoque Carter G. Woodson dans son bureau pour qu'il se rétracte, ce dernier maintient sa position. Furieux, James Stanley Durkee contacte Alexander Mitchell Palmer du département de la Justice des États-Unis par lequel il accuse Carter G. Woodson d'être un communiste. Le conflit enfle, les pressions sur Carter G. Woodson mettent en jeu sa carrière d'enseignant, finalement un compromis est établi en avril 1921,.
Cela ne calme pas James Stanley Durkee qui, usant de ses prérogatives, fait la chasse vis à vis des « déviants » comme le botaniste Thomas Wyatt Turner (en), le biologiste Ernest Everett Just, le philosophe Alain Locke, etc. Ces purges conduisent à la formation de la Howard Welfare League (« Ligue pour la protection de l'université Howard »), une association des étudiants de université Howard qui veulent mettre fin aux agissements de James Stanley Durkee, celui-ci démissionne sous la pression et il est remplacé en avril 1926 par celui qui est le premier président afro-américain de l'université Howard, Mordecai Wyatt Johnson (en),.

#### Le doyen de l'université d'État de Virginie-Occidentale

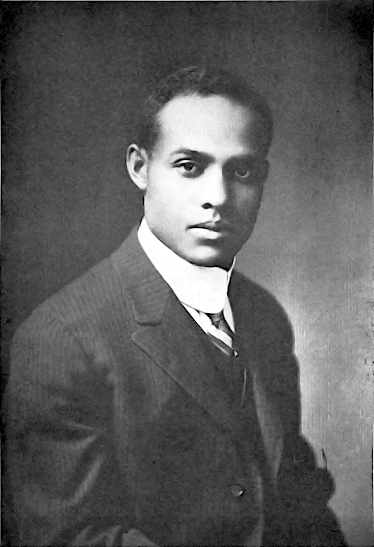
John Warren Davis.

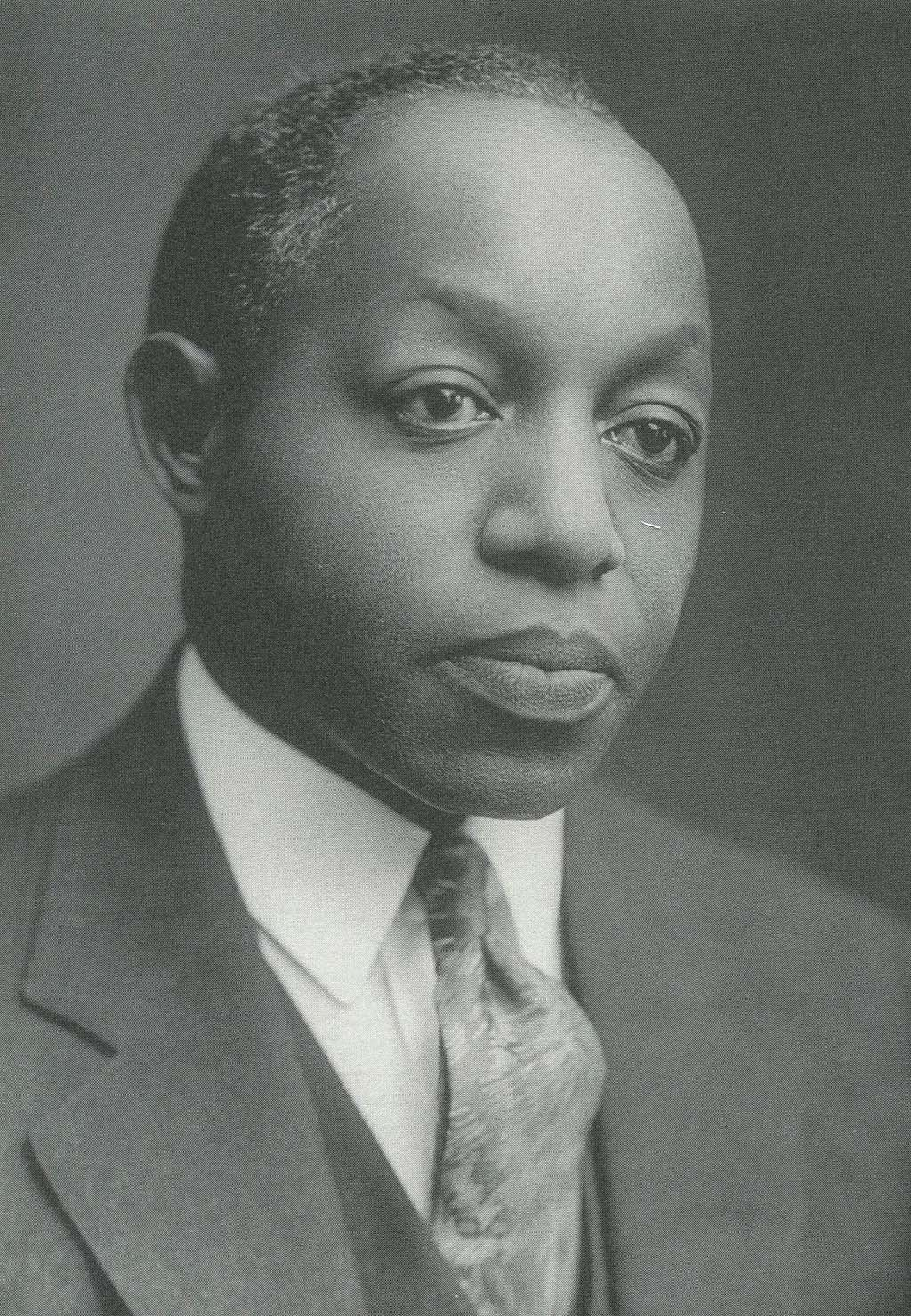
Alrutheus Ambush Taylor.

Le conflit entre James Stanley Durkee et Carter G. Woodson et ont fait comprendre à ce dernier qu'il fallait se retirer de l'université Howard. Il contacte John Warren Davis (président d'université) (en) le président de l'université d'État de Virginie-Occidentale. Celui-ci lui offre le poste de doyen (directeur) du département d’histoire de l'université, poste qu'il accepte et prend ses fonctions à la rentrée universitaire de 1920.
Carter G. Woodson réorganise les études du département de l'histoire, pour présenter une palette de cours élargie : psychologie, mathématiques, économie, sciences de la nature, sciences politiques, philosophie, littérature anglaise et gréco-latine. Non seulement le niveau des études s'élève mais aussi le prestige de l'université et le nombre de candidats. Pour les recherches historiques, il se fait assister par Alrutheus Ambush Taylor (en) qui deviendra son associé pour la gestion de l'Association for the Study of African American Life and History (ASALH),.
Se centrant sur l'ASALH et le Journal, Carter G. Woodson donne sa démission de l'université d'État de Virginie-Occidentale en 1922.

#### L’éclosion de l'Association for the Study of African American Life and History(ASALH)
Entre 1920 et 1922, Carter G. Woodson a pu récolter suffisamment de dons venant de diverses fondations, d'abonnements, de contributeurs, de conventions avec des universités pour pouvoir se consacrer à l'ASALH et le Journal, sans devoir occuper un emploi pour subvenir à ses besoins, il a même pu embaucher une personne consacrée à la prospection.

#### L'élargissement des recherches
Après avoir finalisé ses recherches sur l'histoire et la sociologie des Afro-Américains de la période coloniale jusqu'aux années 1920, Carter G. Woodson se lance dans l'étude des Noirs implantés dans les Caraïbes, l'Amérique latine et l'Afrique. Lui et ses associés collectent des données de première main nécessaires, mais qui se fait aux dépens de livres qui les réanalysent ou de la publication de manuels en directions des étudiants des établissements secondaires. Ce déficit de publications entraîne la désaffection de plusieurs contributeurs.

## Œuvres
Quand une œuvre est suivie d'un identifiant ISBN, cela signifie qu'elle a fait l'objet de rééditions récentes sous forme de fac-similé ou non, l'identifiant est celui, en principe, de la réédition la plus récente, sans préjuger d'autres rééditions antérieures ou ultérieures. La lecture en ligne est, quand cela est possible, la lecture de l'édition originale.
Pour avoir une vue exhaustive de l'ensemble de l'œuvre immense de Carter G. Woodson, il faut consulter Carter G. Woodson: A Bio-Bibliography (ISBN 9780313241857, lire en ligne) écrit par la sœur M. Anthony Scally, ouvrage qui fait une recension raisonnée des différentes productions de Carter G. Woodson,.

### Essais
- The Education of the Negro Prior to 1861, Washington (district de Columbia), Associated Publishers, 1915, 480 p. (ISBN 9780368279355, lire en ligne),
- A Century of Negro Migration, Washington (district de Columbia), The Association for the Study of Negro Life and History, 1918, 250 p. (ISBN 9781010118923, lire en ligne),
- The Education of the Negro, Washington (district de Columbia), Associated Publisher, 1919, 316 p. (ISBN 1886433380, lire en ligne),
- Facts about the Association for the Study of Negro Life and History, Washington (district de Columbia), Association for the Study of Negro Life and History, inc, 1919, 28 p. (ISBN 9781333693893, lire en ligne),
- A History of the African American Church, Washington (district de Columbia), Associated Publishers, 1921, 214 p. (ISBN 9781937306052, lire en ligne),
- Fifty Years of Negro citizenship as qualified by the United States Supreme Court, Washington (district de Columbia), Association for the Study of Negro Life and History, 1921, 66 p. (OCLC 15522973, lire en ligne),
- The Negro in Our History, Washington (district de Columbia), The Associated Publishers, inc, 1922, 420 p. (ISBN 9781375570138, lire en ligne),
- Free Negro Owners of Slaves in the United States in 1830, Washington (district de Columbia), Association for the Study of Negro Life and History, 1924, 96 p. (ISBN 9789354362262, lire en ligne),
- Mind Of The Negro As Reflected In Letters Written During The Crisis, 1800 1860, Washington (district de Columbia), Association for the Study of Negro Life and History, janvier 1926, 720 p. (ISBN 9780486498393, lire en ligne),
- Free Negro Heads of Families in the United States in 1830, Washington (district de Columbia), The Association for the Study of Negro Life and History, 1925, 364 p. (ISBN 9780893086688, lire en ligne),
- African Myths and Folk Tales, Mineola, New York, Dover Publications (réimpr. 2010) (1re éd. 1928), 208 p. (ISBN 9780486477343),
- The Rural Negro, Washington (district de Columbia), Association for the Study of Negro Life and History, 1930, 296 p. (ISBN 9780846213246, lire en ligne),
- The Mis-Education of the Negro, Washington (district de Columbia), Associated Publishers, 1933, 244 p. (ISBN 9781528159784, OCLC 7976038780, lire en ligne),
- The Negro Professional Man And The Community, With Special Emphasis On The Physician And The Lawyer, Washington (district de Columbia), Association for the Study of Negro Life and History, 1934, 365 p. (ISBN 9780837118963),
- The African Background Outlined: Or, Handbook for the Study of the Negro, Washington (district de Columbia), Association for the Study of Negro Life and History, inc, 1936, 478 p. (OCLC 219632552),
- African Heroes and Heroines, Washington (district de Columbia), Associated Publishers (réimpr. 1944) (1re éd. 1939), 266 p. (ISBN 9781574781281, lire en ligne),
- Daryl Michael Scott (dir.), Carter G. Woodson's Appeal, Washington (district de Columbia), Association for the Study of African American Life and History, 2008, 234 p. (ISBN 9780976811190),

### Articles
Les articles de JSTOR, sont librement accessibles à la lecture en ligne jusqu'à la concurrence de 99 articles par mois.
- « Freedom and Slavery in Appalachian America », The Journal of Negro History, Vol. 1, No. 2,‎ avril 1916, p. 132-150 (19 pages) (lire en ligne ),
- « Anthony Benezet », The Journal of Negro History, Vol. 2, No. 1,‎ janvier 1917, p. 37-50 (14 pages) (lire en ligne ),
- « The Beginnings of the Miscegenation of the Whites and Blacks », The Journal of Negro History, Vol. 3, No. 4,‎ octobre 1918, p. 335-353 (19 pages) (lire en ligne ),
- « Negro Life and History in our Schools », The Journal of Negro History, Vol. 4, No. 3,‎ juillet 1919, p. 273-280 (8 pages) (lire en ligne ),
- « The Relations of Negroes and Indians in Massachusetts », The Journal of Negro History, Vol. 5, No. 1,‎ janvier 1920, p. 45-57 (13 pages) (lire en ligne ),
- « Fifty Years of Negro Citizenship as Qualified by the United States Supreme Court », The Journal of Negro History, Vol. 6, No. 1,‎ janvier 1921, p. 1-53 (53 pages) (lire en ligne ),
- « Early Negro Education in West Virginia », The Journal of Negro History, Vol. 7, No. 1,‎ janvier 2022, p. 23-63 (41 pages) (lire en ligne ),
- « Annual Report of the Director for the Year 1922-23 », The Journal of Negro History, Vol. 8, No. 4,‎ octobre 1923, p. 466-471 (6 pages) (lire en ligne ),
- « Annual Report of the Director », The Journal of Negro History, Vol. 10, No. 4,‎ octobre 1925, p. 590-597 (8 pages) (lire en ligne ),
- « Ten Years of Collecting and Publishing the Records of the Negro », The Journal of Negro History, Vol. 10, No. 4,‎ octobre 1925, p. 598-606 (9 pages) (lire en ligne ),
- « Negro History Week », The Journal of Negro History, Vol. 11, No. 2,‎ avril 1926, p. 238-242 (5 pages) (lire en ligne ),
- « The Annual Report of the Director », The Journal of Negro History, Vol. 12, No. 4,‎ octobre 1927, p. 567-576 (10 pages) (lire en ligne ),
- « Annual Report of the Director », The Journal of Negro History, Vol. 13, No. 4,‎ octobre 1928, p. 403-412 (10 pages) (lire en ligne ),
- « Annual Report of the Director », The Journal of Negro History, Vol. 15, No. 4,‎ octobre 1930, p. 391-400 (10 pages) (lire en ligne ),
- « Notes », The Journal of Negro History, Vol. 18, No. 3,‎ juillet 1933, p. 341-354 (14 pages) (lire en ligne ),
- « Annual Report of the Director », The Journal of Negro History, Vol. 20, No. 4,‎ octobre 1935, p. 363-372 (10 pages) (lire en ligne ),
- « African Heroes and Heroines », Negro History Bulletin, Vol. 2, No. 9,‎ juin 1939, p. 80 (1 page) (lire en ligne ),
- « An Accounting for Twenty-Five Years », The Journal of Negro History, Vol. 25, No. 4,‎ octobre 1940, p. 422-431 (10 pages) (lire en ligne ),
- « The Negro in the West Indies », Negro History Bulletin, Vol. 4, No. 4,‎ janvier 1941, p. 76-77, 87-90 (6 pages) (lire en ligne ),
- « The Negro in the New England », Negro History Bulletin, Vol. 5, No. 1,‎ octobre 1941, p. 4-11, 22-23 (10 pages) (lire en ligne ),
- « The Negro in New York », Negro History Bulletin, Vol. 5, No. 2,‎ novembre 1941, p. 28-34 (7 pages) (lire en ligne ),
- « Democracy », Negro History Bulletin, Vol. 6, No. 1,‎ octobre 1942, p. 3-4, 14 (3 pages) (lire en ligne ),
- « My Recollections of Veterans of the Civil War », Negro History Bulletin, Vol. 7, No. 5,‎ février 1944 (lire en ligne),
- « Notes on the Bakongo », The Journal of Negro History, Vol. 30, No. 4,‎ octobre 1945, p. 421-431 (11 pages) (lire en ligne ),
- « Let Us Have Peace », Christian Education, Vol. 29, No. 2,‎ décembre 1945, p. 70-71 (2 pages) (lire en ligne ),
- « The Waring Family », Negro History Bulletin, Vol. 11, No. 5,‎ février 1948, p. 99-107 (9 pages) (lire en ligne ),
- « Abyssinia », Negro History Bulletin, Vol. 12, No. 4,‎ janvier 1949, p. 89-90, 92 (3 pages) (lire en ligne ),
- « Egypt », Negro History Bulletin, Vol. 13, No. 2,‎ novembre 1949, p. 39-45 (7 pages) (lire en ligne ),
- « Egypt (Continued) », Negro History Bulletin, Vol. 13, No. 3,‎ décembre 1949, p. 62-70 (9 pages) (lire en ligne ),
- « Thaddeus Stevens », Negro History Bulletin, Vol. 13, No. 3,‎ décembre 1949, p. 51-52 (2 pages) (lire en ligne ),
- « Honor to Booker T. Washington », Negro History Bulletin, Vol. 10, No. 6,‎ mars 1947, p. 123-129, 143 (8 pages) (lire en ligne ),
- « Biographical Sketches », Negro History Bulletin, Vol. 13, No. 8,‎ mai 1950, p. 171-173 (3 pages) (lire en ligne ),

### Éditeur

#### The Journal of Negro History publié par Association for the Study of Negro Life and History de Washington (district de Columbia)
- Volume 1, 1916, 476 p. (ISBN 9781482780154, lire en ligne),
- Volume 2, 1917, 480 p. (ISBN 9781142506957, lire en ligne),
- Volume 3, 1918, 498 p. (ISBN 9781496098368, lire en ligne),
- Volume 4, 1919, 550 p. (ISBN 9781334094934, lire en ligne),
- Volume 5, 1920, 584 p. (ISBN 9789390400249, lire en ligne),
- Volume 6, 1921, 562 p. (ISBN 9781374866256, lire en ligne),
- Volume 7, 1922, 546 p. (ISBN 9781332593897, lire en ligne),
- Volume 8, 1923, 502 p. (ISBN 9781334690082, lire en ligne),
- Volume 9, 1924, 634 p. (lire en ligne),

Les numéros du Journal of Negro History parus de 1916 à 2001 sont accessibles sur l'agrégateur JSTOR.

## Archives
Les archives de Carter G. Woodson sont déposées et consultables auprès de la Bibliothèque du Congrès et la bibliothèque Stuart A. Rose Manuscript, Archives, and Rare Book Library de l'université Emory.

## Héritage
L'établissement du mois de l'histoire des Noirs ( Black History Month ou nommé également African-American History Month) commémoration annuelle de l'histoire de la diaspora africaine qui a été célébrée pour la première fois aux États-Unis en 1976 par le président américain Gérald Ford, et depuis célébré chaque année au mois de février est l'aboutissement du long travail de Carter G. Woodson et des historiens afro-américains comme John Hope Franklin qui ont continué son travail.